# Platón
Platón (görögül: Πλάτων), (régiesen Plátó, eredetileg: Arisztoklész; sz.: Kr. e. 427 körül, Athén vagy Aigina – † Kr. e. 347, Athén), ókori görög filozófus, iskolaalapító. Hatása jelentős volt az ókori és a középkori filozófiára, művei manapság is viták és filozófiai vizsgálódások tárgyát képezik. Munkásságának nemcsak társadalomtudományi, államelméleti, hanem irodalmi értéke is nagy jelentőséggel bír.
Egy Alfred North Whiteheadtől származó szállóige szerint az egész európai filozófia nem más, mint egy sor, Platónhoz fűzött lábjegyzet. Karl Jaspers szerint egyike volt az ún. tengelykor (Kr. e. 800 – 200) meghatározó gondolkodóinak.

## Élete
Athénban született Kr. e. 427 körül vagy pár évvel később. Egyes szerzők azt említik, hogy Thargelion (május) hó 7-én született, amely nap Apollo születésének ünnepnapja is volt.
Előkelő, régi családból származott: apja Ariszton, Kodrosz, az utolsó athéni király családjából származott, anyja Periktione, Szolón közeli rokona volt. Apját korán elveszthette, mert anyja még Platón gyermekkorában férjhez ment másodjára is, egy Pürilampész nevű emberhez.
Anyja első házasságából még két fiú született: Glaukón és Adeimantosz – ők Platón idősebb testvérei -, második házasságából származott Platón féltestvére, Antifón. Platón két anyai nagybátyja, Kharmidész és Kritiasz, az athéni harminc zsarnok közé tartozott, Kritiasz maga művelt és gazdag ember, költő, nagy hatású szónok és számontartott szofista volt.

### Neve
Görög szokás szerint Platón valószínűleg eleinte apai nagyapja után az Arisztoklész nevet viselte, később (Diogenész Laertiosz szerint Ariszton nevű testedző mesterétől) kapta a Platón nevet, amely „széles vállút” jelent – ez abban a korban már rögzült személynév volt, így nem biztosan utal testi adottságra, ugyanakkor Phleiuszi Timón a Szilloiban a legszélesebb hátúnak nevezte (platüsztatosz).
Mások ugyanakkor azon a véleményen vannak, hogy a neve a „Baál” (isten) és az „Aton” szavakból összetételéből származik, miután Platón az egyiptomi misztériumvallások beavatottja lett.

### Ifjúkora
Korán elkezdett verseket, drámákat írni és a politika iránt is lelkesedést mutatott: „Fiatalkoromban, sok más korombéli fiúhoz hasonlóan én is úgy gondoltam, hogy mihelyt el tudom tartani magam, politikus leszek.”. Vélhetően, csakúgy, mint az ifjú Kharmidész, engedett Kritiasz felszólításának, és nagybátyjai politikája mellé állt, legalábbis lélekben, a harminc zsarnokról ugyanis (mentegetőzve) azt írja: „... volt köztük néhány rokonom és ismerősöm ... azt vártam ugyanis, hogy céljuk az államot a törvénytelenség állapotából az igazságosságon alapuló élet felé vezetni ... nem csoda, ami akkor történt, hisz még fiatal voltam” (VII. lev., 324D). Azonban az első években, az egyre inkább válságban lévő demokrácia alatt annyira csalódott a politikusokban, hogy feladta a politikai pályafutást és testestül-lelkestül a filozófiának szentelte magát.
Első mestere a filozófiában Kratülosz, Hérakleitosz követője volt. Később, húszéves korában Szókratész követője lett, és ennek folyományaképp elégette addigi költeményeit, valamint szembekerült nagybátyjaival is. Szókratész döntő hatással volt fejlődésére, műveinek legtöbbjében is Szókratész a párbeszéd hőse, kinek ezzel páratlan emléket állított (Szókratész maga semmit sem írt le tanításaiból). Mesterét kivégzése napjáig követte, majd az esetleges üldözésektől tartva, társaival Megarába menekült. Itt három évig vendégeskedett Eukleidésznél, majd körutazásra indult, hogy megismerje a kürénéi matematikusokat, az egyiptomi prófétákat és az itáliai püthagoreusokat.
Az ókorban széles körben elterjedt, hogy járt Egyiptomban a vallási helyszíneken, de Platón maga hallgat erről.
Később Platón visszatért Athénba, ahol körülbelül nyolc évig maradt, irodalommal foglalkozott és szűkebb körben mint a filozófia tanítója működött. Körülbelül negyvenéves korában újra útra kelt, ezúttal Dél-Itáliába és Szicíliába. Szürakuszaiban barátja és tanítványa lett a fiatal Dión, kinek nővére az idősebbik Dionüsziosz zsarnok felesége volt. Egy alkalommal Dionüsziosz az erény mibenlétén vitatkozott össze a filozófussal. Platón annyira felidegesítette a zsarnokot, hogy a vita után egy fél órával megkötözték és a spártai Pollidész hajójára szállították azzal a paranccsal, hogy vigye Aiginára és adja el a rabszolgapiacon: „Ez ugyan filozófus – mondta Dionüsziosz a spártait megnyugtatva – észre sem fogja venni.” Az aiginai rabszolgapiacon kürénéi Annikerisz váltotta ki Platónt húsz mináért, majd pénzt is adott neki, hogy vegyen egy birtokot, ahol felépítheti saját iskoláját.

### Az Akadémia

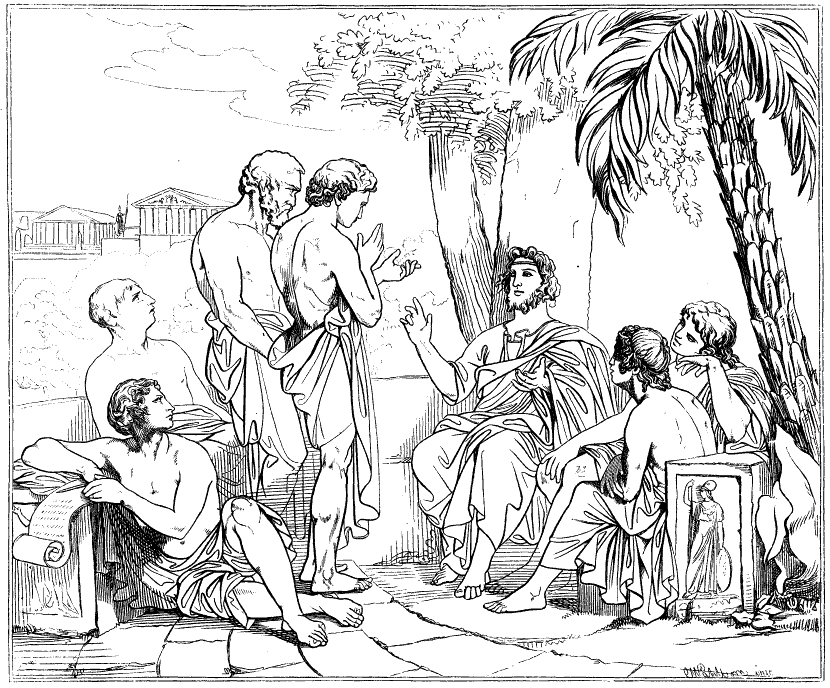
Platón az Akadémián tanítványoktól körülvéve (Carl Johan Wahlbom festménye után készült grafika)

Az Akadémia megalakítása az ókori világ egyik legfontosabb eseményei közé tartozott. Az iskola Athéntól néhány kilométerre, nevezetes személyiségek sírjával szegélyezett út mentén, egy nagy liget közepén állt. Az Akadémia nevét onnan kapta, hogy az épület egy Akadémosz nevű hérosznak szentelt liget közelében épült. Platón filozófiát és matematikát tanított párbeszédes formában, később összefüggő előadásban is. A matematikát annyira fontosnak tartotta, hogy állítólag az Akadémia bejáratára a „Ne lépjen ide be senki, aki nem ismeri a geometriát!” feliratot íratta.
Az Akadémián Platón körül számos tanítvány gyűlt össze: Xenokratész, Szpeuszipposz, Arisztotelész, Hérakleidész, Pontikosz, Kalliposz, Erasztosz, Timolaosz és mások, a nők között pedig Laszténia és a férfiruhákban járó Axiotea. A tanítványok „múzeum”-má egyesültek, azaz olyan társasággá, mely az irodalom és a zene védnökeinek, a Múzsáknak volt ajánlva. A tagok hosszú ideig, akár életük végéig az Akadémián maradtak, ahol részt vettek a közös tanulmányokban, vallási szertartásokban és étkezéseken. A társaság végső gyakorlati célja az volt, hogy helyreállítsa a tisztességes kormányzatot a görög városállamokban. Platón szerint a tisztességes kormányzás helyreállítása megköveteli a teoretikus tudás teljes megalapozását. Az általa tanított tudományok többsége azonban túl homályosnak, túl bonyolultnak tűnt a hétköznapi ember számára. Egy történet szerint, amikor meghirdetett egy előadást „A Jóról”, az emberek azt remélve jöttek, hogy megtanulhatják, hogyan lehetnek boldogok, de olyasvalamit hallottak, ami nekik felsőbbrendű matematikának tűnt.
Az Akadémia kb. i. e. 385-i alapításától számítva közel ezer évig állt fenn. Bezárását 529-ben I. Justinianosz császár rendelte el, aki bezáratta az athéni filozófiai iskolákat.

### Szicíliai utazások
Kr. e. 368-ban, mikor ifjabb Dionüsziosz lépett a szicíliai trónra, Dión újra Szürakuszaiba hívta Platónt. A filozófus erősen vonakodott a korábban történtek miatt, végül azonban mégis beleegyezett az utazásba mondván, hogy „nehogy saját szemében is olyannak látsszon, mint azok, akik csak beszélnek, beszélnek de sohasem tesznek semmit.” Ezúttal kezdetben nagy tisztelettel fogadták, azonban nemsokára őt és Diónt is hazaárulással vádolták. Az ifjú türannosz nagybátyját, Diónt száműzte, Platónnak azonban megtiltotta, hogy vele tartson. Az ok, amiért a filozófus nem térhetett vissza Athénba az volt, hogy Dionüsziosz attól félt, hogy Platón rossz hírét fogja kelteni az Akadémián. Dionüsziosz aggályaira Platón gúnyosan a következőket válaszolta: „Remélem, hogy az Akadémiában nem vagyunk annyira szűkében a témáknak, hogy ilyesmiről kelljen beszélgetni.” Így Platón annak ellenére, hogy nagy tisztelettel bántak vele, gyakorlatilag fogoly volt. Később azonban sikerült megszöknie és visszatért Athénba, ahol többi tanítványa mellett Dión várt rá.
Később, Kr. e. 361-ben, Dionüsziosz számos levélben kérlelte Platónt, hogy látogasson el hozzá Szürakuszaiba. Mikor a filozófus ismételten nemet mondott az utazásra, a türannosz megüzente, hogy vagy felszáll az érte küldött gyors háromevezős hajóra, vagy elkobozza Dión ottmaradt javait. Platón ekkor már öregember volt, életének hetvenkettedik évében járt, azonban Diónhoz fűződött barátsága miatt beleegyezett, hogy „ismét lássa a szörnyű Kharübdiszt”. Dionüsziosz azonban nem tartotta meg az ígéretét, Diónt nem engedte hazatérni és a vagyonát is elkobozta, Platónt pedig erőszakkal tartotta az udvarában. A filozófust végül a püthagoreus Arkhütasz mentette meg a haláltól.

### Halála
Visszatérve haláláig Athénban maradt. Itt halt meg nyolcvanéves korában, egy esküvői lakoma közben. Az Akadémia közelében, az Akadémosz hérosz ligetben temették el, ahol állítólag Pauszaniasz még látta sírját. Hosszú élete során soha senki nem látta nevetni.

## Művei

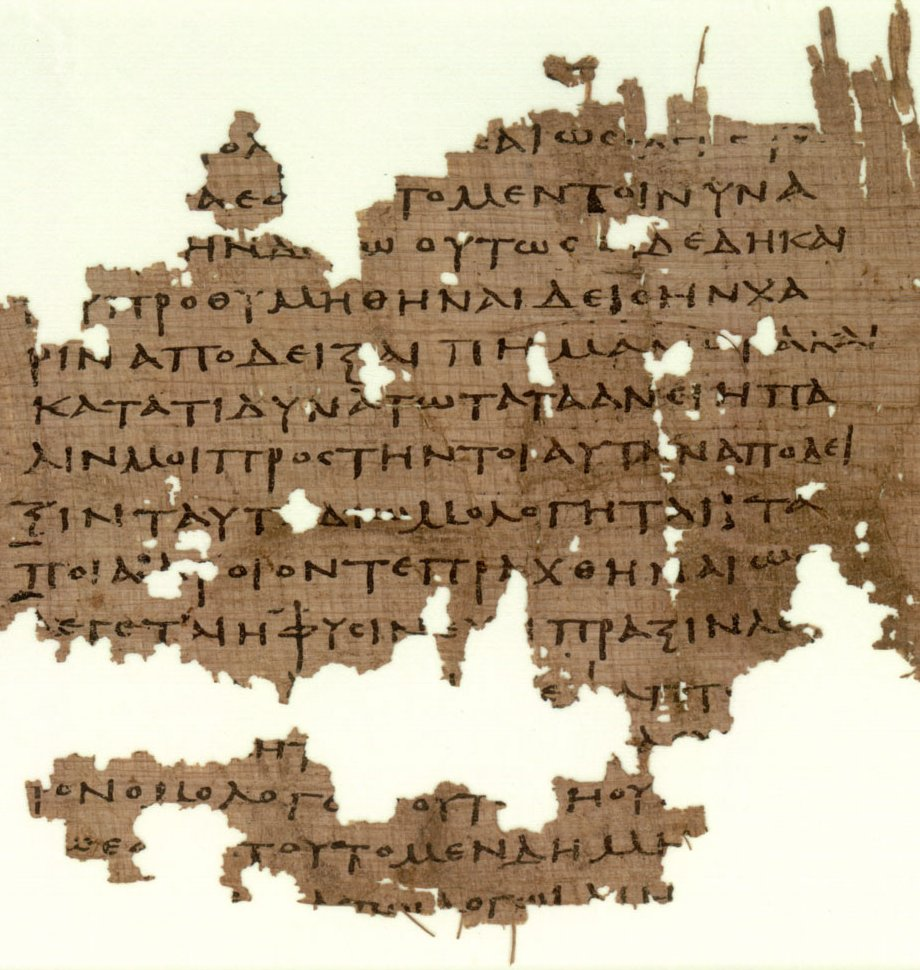
Töredékes részlet Platón Állam című könyvéből

Harminchét műve maradt ránk, 35 párbeszéd, a levelek és definíciók, valamint néhány rövidebb párbeszéd, melyeket azonban már az ókorban is hamisnak tartottak. A többiek hitelessége fölött is nagy irodalmi harc folyt. A hitelesség eldöntésénél általánosan elfogadott elvek ezek: minden olyan mű, melyből Arisztotelész mint Platónéiból idéz, melyet Arisztotelész megemlít, hitelesen Platóné. Ilyenek az Állam, a Timaiosz, a Törvények, a Phaidón, a Phaidrosz, A lakoma, a Gorgiasz , a Menón, a kisebbik Hippiasz ; továbbá a Theaithétosz, a Philébosz, A szofista, a Szókratész védőbeszéde a Protagórasz, és a Kritón.
Kevésbé biztos (Zeller szerint): a Lüszisz, a Kharmidész, a Lakhész, a Kratülosz, a kisebbik Hippiasz az Eüthüdémosz és a Menexenosz, de magától értetődik, hogy az Arisztotelész által nem említett művek közt is vannak igazi platonikus művek. A legtöbben nem tartják hitelesnek a Menexenoszt, a kisebbik Hippiászt, az első Alkhibiadészt és a Iónt; még többen vetik el a második Alkibiadészt, a Theagészt, az Anterasztokat, az Epinomiszt, a Hipparkhoszt, a Minószt, a Kleitophónt, illetve tartják úgy, hogy a Definíciók és a Levelek nem Platóntól valók.
Még nehezebben állapítható meg az, hogy milyen sorrendben keletkeztek e művek. Schleiermacher didaktikai rendet vesz föl; az ő nézete szerint Platón kezdettől fogva kész terv szerint írta meg műveit, melyek háromfélék: elemiek, közvetítők és építő jellegűek.
Hermann K. F. szerint művei Platón filozófiai fejlődését tükrözik. E fejlődésnek három korszaka van; az első Szókratész haláláig tart, a másik a megarai tartózkodás idejét foglalja magában, a harmadik az első szicíliai út befejezésétől Platón haláláig tart. Munk azon a nézeten van, hogy Platón műveiben Szókratész ideális életrajzát adja, tehát aszerint rendezhetőek, hogy mennyi idősnek tüntetik föl Szókratészt.
A legvalószínűbb feltevés a Hermanné, bizonyos fokig egybekapcsolva Schleiermacheréval: Platón életében minden bizonnyal volt egy korszak, amikor még főként Szókratésszel foglalkozott, ide tartozik Zeller szerint a kisebbik Hippiász, az Euthüphron, az Szókratész védőbeszéde a Kritón, a Lüszisz, a Lakhész, a Kharmidész és a Protagórász. A második korszakba a megarai korszakot elvető Zeller szerint a Phaidrosz, Euthüdémosz, Gorgiasz, Menón, Theaitétosz, Szofista, Az államférfi, Parmenidész és Kratülosz című művek tartoznak. Ennél későbbiek A lakoma (Kr. e. 385), a Phaidon és a Philébosz. Ezek után következik az Állam, a Timaiosz, a Kritiász, (az előbbi két dialógusában említi Atlantisz szigetét) majd a Törvények, ami Platón utolsó műve és csak halála után adták ki. Részben fejlődése tükröződik ebben a sorrendben, de részben didaktikai terv is érvényesül benne; nem valószínű, hogy miután már nézetei megállapodtak, csak a véletlen irányította volna irodalmi tevékenységét. A bizánci Arisztophanész trilógiákban, Thraszüllosz tetralógiákban állította össze Platón műveit.
Latinul adta ki Platón műveit először Marsilio Ficino Firenzében 1483-84-ben. Görögül Aldus Manutiusnál 1513-ban. Híres Henricus Stephanos kiadása (Párizs, 1578). Újabb kiadások: Tauchnitz, Bekker, Stallbaum, Teubner, C. F. Hermanntól először 1851–1853. Legújabban Martin Schanz Lipcsében (1875) indított meg nagy kritikai kiadást, mely még folyik. Híres fordítások: németül Schleiermacher (legújabban 1855-62), franciául Cousin (Párizs, 1825-40), németül Müller és Steinhart (1850–1866), angolul Jowett (Oxford, 1871), olaszul Bonghi (1857) és Ferrari (1873).

## Filozófiája

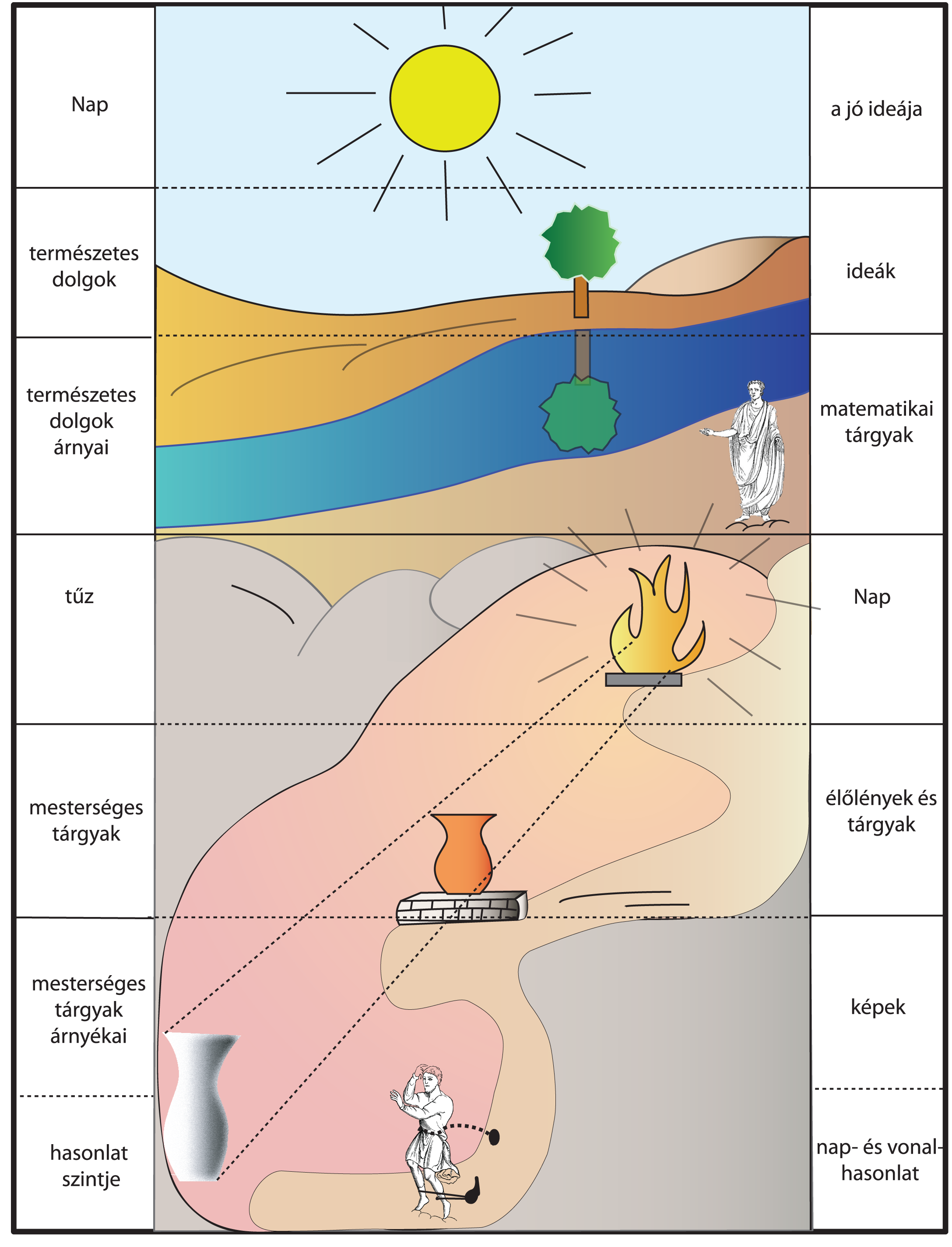
A „barlanghasonlat”

Platón filozófiáját alkotói tevékenységének három korszakában fejtette ki. Ez alapján osztályozzuk műveit is korai dialógusok (szókratikus korszak), középső dialógusok (formatan, politika) és a kései „nagy” dialógusokra.
A szókratikus korszakban Platón filozófiáját úgy értelmezhetjük, mint annak a keresése, miképp használjuk a szavakat az értelmes gondolkodás során. A szavak értelmes használata magában foglalja azt, hogy nézeteinket alávetjük mások kritikájának, ellenőrizzük az implikációkat, mindez pedig dialógust eredményez. Platón korai dialógusainak egyik jellemzője egy állítás implikációinak a felvázolása azért, hogy leellenőrizhesse, vajon konzisztens-e önmagával és más állításokkal. Az a kérdés, hogy elfogadható-e egy állítás vagy sem, mindaddig nem válaszolható meg, amíg az állítás implikációit és kapcsolatait fel nem tártuk.
A középső dialógusaiban Platón rámutat néhány hiányosságra a hipotetikus és tagadó eljárásban, amelyet a korai dialógusokban Szókratész érvelési módszereként mutatott be. Platón rámutatott, hogy létezik olyan hipotetikus kiindulópont, amelyre intuitív bizonyosság és jó politika építhető.
A késői dialógusok a szűkebb értelemben vett filozófia, a fogalmak elemzéséből áll.

### Formatan (az ideák)
A platóni ideatan tartalma az immateriális, örök és változatlan lényegek, az ideák (görögül: eidosz, idéa) feltételezett birodalma. Platón elképzelése szerint csak az ideák bírnak valódi léttel, minden földi dolog csupán csak ezeknek a képmása. A filozófus szerint az ideák nemcsak szubjektív fogalmak, hanem objektív adottságok is, melyek a gondolatvilágunktól teljesen függetlenek. Például abból, hogy egy alma, egy körte és egy barack egymástól különböző alakja ellenére mindezeket mint gyümölcsöket ismerjük, arra következtet, hogy létezik a „gyümölcs” közös ősképe, amely minden gyümölcsben közös és azok lényegi formáját is meghatározza. Így csak a gyümölcs ideája az, ami a legkülönbözőbb szervezetekből gyümölcsöket csinál.
Az ideák világában az ideáknak megvan egy bizonyos rangsora: a legfelső szinten álló idea a jó ideája, őt követik az erkölcsi értékek ideái (szépség, hazaszeretet, igazságosság, …), majd a matematikai fogalmak (egyenes, háromszög, négyzet, azonosság, …) következnek, végül pedig a természetben megjelenő dolgok (kutya, alma, asztal, fa, …). A Parmenidész című dialógusból megtudhatjuk azt is, hogy a hitvány dolgoknak (sár, szemét, …) nincsenek ideái.
Egy másik probléma, amelyre Platónnak megoldást kellett találnia az volt, hogyan lehetséges, hogy a tökéletes ideák képmásai gyakran hibásak vagy tökéletlenek. Megoldásként Platón bevezette a démiurgosz fogalmát, az egyfajta istent, amely félúton helyezkedik el az ideák világa és az érzéki világ között. Ő az, aki az anyagot az ideák mintájára formába önti, és ez hol jobban sikerül neki, hol kevésbé jobban. Ez a démiurgosz maga a teremtő, amely nem is isten (hiszen az ideák birodalma alatt helyezkedik el), de nem is földi. Az ideák létezése semmiben sem függ a démiurgosz létezésétől, a démiurgosznak viszont szüksége van rájuk, mivel csak az ő mintájuk alapján építheti fel a világot.

#### Kétvilág-elmélet

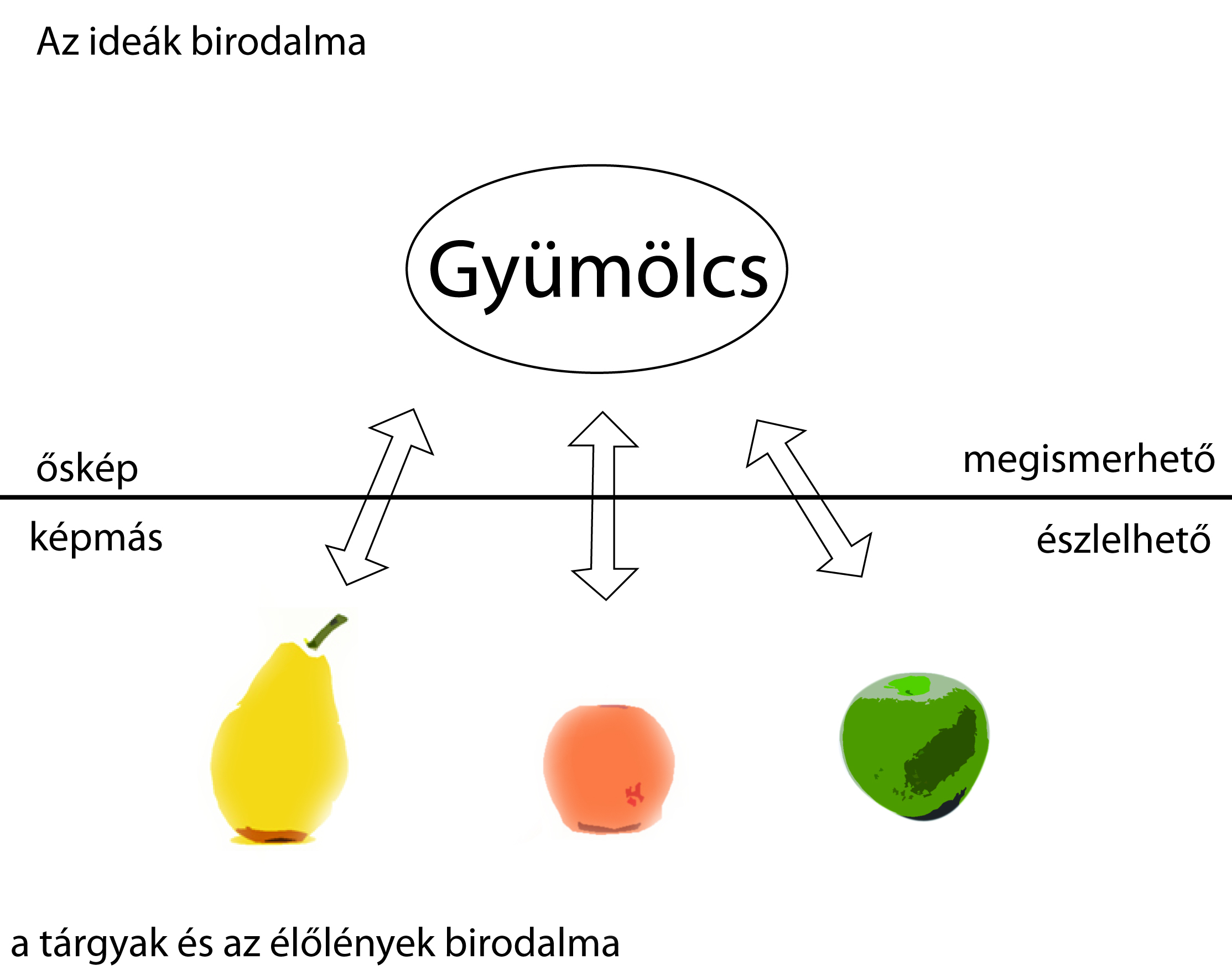
Platón kétvilág-elmélete

A platóni gondolkodás középpontjában van az úgynevezett „kétvilág-elmélet”, ami különbséget tesz egyfelől a keletkezés térben és időben lévő világa között. A létezés világa csak a gondolkodás számára hozzáférhető, a változatlanság, az idealitás és a normativitás letéteményese; a keletkezés világa, amely az érzékelés hatókörébe tartozik, Platónnál a téren és időn túli örök struktúrák mulandó leképződéseként jelentek meg. E kétvilág-elmélet a parmenidészi és a hérakleitoszi gondolkodás ötvözeteként, továbbfejlesztéseként tekinthető. Platónnál e kétféle világszemlélet egy dualista, dichotomikus valóságfelfogás különböző szintjeihez kapcsolódik: az egyik oldalon a lét eleata világa, a másikon a változás hérakleitoszi világa, amely Platón számára egyúttal a parmenidészi látszat (doxa) jegyeit is magán viseli.
Platón kétvilág-elméletének eredete nem ismert. Arisztotelésznél olvashatunk arról, hogy Platón a formákat mint tudás tárgyait azért „választotta el”, illetve „különítette el” az érzékelés tárgyaitól, mert ez utóbbiak állandó változásban vannak, s ezért megismerhetetlenek. Platón szerint a tapasztalati világ ismeretelméleti szempontból nélkülözi az állandóságot és változásban van (lásd: Timaiosz 51b–52a; Állam 477e–480; Kratülosz 439d–440b; Philébosz 58a–59b). Ezzel együtt azonban elutasítja a hérakleitizmust, mint filozófiai szempontból ellentmondó álláspontot. Azonban elfogadhatónak tartotta a hérakleitizmus egy enyhébb változatát: ha feltételezzük, hogy a világ dolgait nem minden pillanatban jellemzi egyidejűleg helyváltoztatás (phora) és minőségi változás (alloiószisz), hanem ezek a dolgok maguk a phora és a alloiószisz során valamiképp azonosíthatók maradhatnak, kell lennie egy olyan valaminek, ami valamiképp állandó. A tudás viszont csak akkor minősül tudásnak, ha tárgya változatlan. A tapasztalat világában azt láthatjuk, hogy minden dolog változik, ezért a tudás valódi tárgya valahol a tapasztalati világon kívül keresendő: ez a világ az ideák birodalma.

### Ismeretelmélet, dialektika

A „vonalhasonlat”

Míg az eleatáknak az önmagában nyugvó univerzum tanát az empirikus ellentmondásokkal szemben kellett megvédeniük, addig Platón az érzéki világtól teljesen elhatárolódott.
Az emberi megismerés négy fokozatát Platón az úgynevezett „vonalhasonlaton” keresztül mutatta be. A legalacsonyabb fokú ismeret a találgatás, sejtés (eikeszia). Ennek tárgyai a képek vagy szubjektív vélemények (például ha valaki egy igazságtalan tettet igazságosnak tart). Ennél egy fokkal magasabb fokú ismeret a hiedelem (pisztisz), ennek tárgyai az érzéki valóságok (például ha valaki hiszi, hogy az athéni alkotmány tökéletesen megtestesíti az igazságot). Még magasabb fokú ismeret az értelmi ismeret vagy következtető gondolkodás (dianoia), ennek tárgyai a matematikai tárgyak. A legmagasabb fokon a szellemi megismerés (nóészisz) áll. Ennek a megismerésnek a tárgyai az ideák. E felosztásban az első két fokozat a vélekedés (doxa) világába tartozik, a másik két fokozat pedig a tudományos megismerés (episztemé) kategóriájába. A noézis és a dianoia mint valóságos megismerés független az empíriától. Platón felfogásában a megismerés legmagasabb formája nincs levezetve. Az ideák léte nem mindenkori reinkarnációjukból következik, hanem feltétel nélkül tételeződik. Az emberi lélek az ideákat nem az életében ismeri meg, hanem még születése előtti szemléli őket az ideák világában. Tehát az ideákat nem kifejlesztik, hanem szemlélik az emberek – újra emlékeznek rájuk (anamnézisz), mivel ezeket elfelejtik, mikor belépnek az emberi testbe.
Az ideákhoz való felemelkedést Platón a „barlanghasonlatban” szemlélteti. Az emberek barlangban leláncolt lényekhez hasonlítanak, akik a valóságos világból semmit sem láthatnak. A mesterséges tárgyak árnyékát, amelyet egy fényforrás a barlang falára vetít, valóságnak tartják. Az anamnézis ahhoz a folyamathoz hasonlatos, amikor egy embert a leláncoltak közül felvisznek a barlangból a napfényre és az meglátja a természeti tárgyakat és a Napot a maguk valóságában. A barlang árnyékvilága és tárgyai a mi világunknak felelnek meg, a napfényes felső világ pedig az ideák birodalmának. A felemelkedés mozzanatai megfelelnek a vonalhasonlat területeinek.
A platóni dialektika logikai értelemben azt jelenti, hogy az egyetemesebb fogalmak magukban rejtik és áthatják az alacsonyabb rendűeket, s ezeket az előbbiből fogalmi metszéssel (diairészisz) hámozhatjuk ki.

#### Anamnézis-elmélet (a tanulás folyamata)
Platón három dialógusában (Menón, Phaidón és Phaidrosz) találkozhatunk azzal a gondolattal, hogy azt, amit mi tanulásnak hívunk, voltaképp csak annak a tudásnak a felelevenítése, amellyel már egyszer a születésünk előtt rendelkeztünk. Mikor az ember megszületik, minden korábbi tudását elfelejti, azonban megmarad az a képessége, hogy ezt a tudást a későbbiekben felidézze, emlékezzen rá.
A platóni visszaemlékezés-elmélet értelmezésében két részre szakadt a kommentátorok tábora: az első elképzelés szerint Platón azt veszi alapul az elméletéhez, hogy miként sorolunk be egyedi dolgokat bizonyos fogalmak alá a hétköznapi gondolkodásban (például szépség, egyenlőség stb.). Ezek a fogalmak azonban túlságosan összetettek ahhoz, hogy pusztán az érzékelésből származzanak, tehát valamilyen más forrásból kell a léleknek merítenie. Az anamnézis épp arra való, hogy a fogalmakat az általunk tapasztalt világra alkalmazzuk. Így a világgal kapcsolatos gondolatainkat Platón két összetevőre vezette vissza: léteznek olyanok, melyek az érzékelésből származnak, és léteznek olyanok, melyeket a lélek a visszaemlékezés útján nyeri. Ez az elmélet szerint az emberi megismerés olyan interakció eredménye, amely az egyedi fizikai tárgyakról az érzékeink által közvetített információ és azon fogalmak között jön létre, amelyek alá az említett tárgyakat besoroljuk. Az előbbiekből az következik, hogy a megismerés, a visszaemlékezés mindenki számára hozzáférhető, bárki képes lehet rá.
Az anamnézis-elmélet másik nagy csoportjába tartozók szerint a platóni visszaemlékezés-elmélet hasonlatos Démaratosz táblájához. Ezen elmélet szerint születésünkkor az ember elméje egy üres táblához hasonlatos. Kizárólag külső forrásokra – érzékelésre és mások közlésére – támaszkodunk annak érdekében, hogy különféle fogalmakat és nézeteket alakítsunk ki a bennünket körülvevő világról és erkölcsről. Mindezen tudás kialakításához azonban semmiféle születés előtti életre nincs szükség. Akárcsak a perzsák, akik el tudták olvasni a viasztáblára írt lényegtelen üzenetet anélkül, hogy sejtették volna, hogy mélyebben mi is van írva a táblára, az emberek többsége megelégszik ezzel a felszínes tudással, s ezért tévedésben él. Egyedül a filozófus képes a dolgok mögé látni és észrevenni a felszín alatt rejtekező igazságot.

### Antropológia, etika
Platón mind metafizikai, mind antropológiai értelemben dualista volt: a testet és a lelket két, egymástól elkülönült dolognak tartotta. Püthagoraszi és orfikus-kultikus átvette a halhatatlan, a testnél magasabb rangú lélek képzetét. Tételét a következő érvekkel támasztotta alá:
- A lélek homogén szubsztancia, amely az ideákhoz hasonlóan nem változékony.
- Hasonló csak a hasonló által ismerhető meg; mivel a lélek képes egyedül megismerni a tiszta ideákat, így ezekhez hasonlít és az eredetük hasonló.
- A lélek önmagától mozog.
- A dialektikus következtetés az, hogy a lélek egyik jellemzője az elevenség, sohasem képes a halált befogadni.

A fent felsorolt érveket Platón a Phaidón című dialógusában foglalta össze: „Az istenihez, a halhatatlanhoz, az észhez, az Egyhez, a megsemmisíthetetlenhez… a leghasonlóbb a lélek.” Továbbá mivel a lélek halhatatlan, ezért valahol léteznie kellett, mielőtt az emberi testbe költözött volna és ahová annak halála után vissza is fog térni. Platón szerint a lélek az ideák birodalmában létezett, az emberi élete során pedig mint valami betegség van bezárva a testbe. A filozófus ezt két szóval fejezte ki: „szóma = széma” azaz a test (szóma) egyenlő a lélek sírjával (széma). A földi élet célja pedig nem kéne más legyen, mint a lélek visszatérése az eredeti állapotába.
Platón az emberi lelket három különböző részre tagolta: az isteni ész és az érzéki világhoz tartozó a nemes bátorság és a ennél alacsonyabbrendű vágyakozás. A lélek e hármas felosztását a lófogat képéhez hasonlította: az ész a kocsihajtónak felel meg, a bátorság az engedelmes lónak, a vágyakozás az önfejű lónak. A filozófus mindhárom lélekrészhez egy-egy erényt rendelt hozzá: az ész feladata az emberi lélekben az, hogy értelmessé váljon: erénye a bölcsesség. A tetterő feladata az észnek engedelmeskedni: erénye a bátorság. A vágyakozás erénye a mértékletesség. A lélek három fokának megfelelő erények fölé Platón egy negyediket rendelt: az igazságosság (dikaioszüné) erényét. Ez utóbbi akkor uralkodik, ha mindhárom lélekrész kellő mértékben teljesíti az őt megillető feladatot. E négy platóni erényt kardinális erényeknek szokás nevezni.

#### Lélekvándorlás

A platóni lélekvándorlás

A „lélekfogat” segítségével magyarázta Platón a lélekvándorlást is. A kocsis (az ész) ha rajta múlna, magasra repítené a fogatot. Ez azonban nem mindig sikerül: az önfejű ló olykor lefele tart, a másik ló pedig nem bírja egyedül tartani az irányt. Ekkor a Lélek, hogy a pusztulást elkerülje, az első útjába kerülő testbe beköltözik és életre kelti. Ha a test meghal, a lélek átköltözik egy másik testbe, és aszerint, hogy az egyik vagy a másik ló kerekedik felül, száll lejjebb vagy emelkedik magasabbra az életek rangsorában.
Az életek fontosságának sorrendje Platón szerint a következő:
1. a bölcsesség és a szépség szerelmese
2. a törvénytisztelő király
3. államférfi, üzleti és pénzügyi szakember
4. atléta vagy orvos
5. jós
6. költő vagy művész
7. munkás vagy paraszt
8. szofista vagy demagóg
9. zsarnok

Míg az Állam című műben Platón a nők egyenjogúságáról beszélt, a Timaioszban a következőket írta: „… ha a lélek egy férfiban csődöt mond, akkor egy nőbe költözik, s ha még ebben az életben sem képes gonoszságát feladni, akkor vadállattá változik
”
Platón egy másik példája arra, hogy egy lélek hogyan választhat magasabb életformát, az Állam utolsó könyvében olvasható: Egy Ér nevű katona megsebesül a csatában. Az istenek azt hiszik, hogy meghalt, ezért a túlvilágra viszik. A túlvilágon Ér a bírák elé kerül, de közben kiderült, hogy mégsem halt meg. A bírák visszaengedik a katonát, hogy folytassa az életét azzal a feltétellel, hogy majd számoljon be a halandóknak a túlvilágon látottakról. Ezt követően Platón részletes leírást ad arról, miképp képzeli el a túlvilágot, a bírákat és az új élet sorsolását. A beszámoló végül azzal zárul, hogy minden léleknek az új testbe való költözés előtt innia kell a Léthé vízéből, hogy elfeledje mindazt, ami előző életei során történt vele.

#### A plátói szerelem
Platón szerint a szerelem végső célja az, hogy világra hozza a „szépséget”. A filozófus szerelemről alkotott nézeteit a Phaidroszban és a A lakoma (Szümposzion) című művében fejtette ki. Ez utóbbi dialógusban úgy jellemzi a szerelmet (Ámor istent), mint Penia (a szegénység istennője) és a Porosz (a fortély istene) nászából született félistent: „Ámor nem isten, hanem daimon, olyan lény, amely félig isten, félig halandó, se nem szép, se nem csúnya, nem bölcs és nem tudatlan.” A szerelem pedig az istenhez hasonlóan „nem szép és nem kifinomult dolog, ahogyan sokan gondolják, hanem épp ellenkezőleg, anyja hasonlóságára mezítláb jár, kóborol, megszokta, hogy ruhátlanul a puszta földön aludjon, a házak küszöbén vagy az utcán, hogy az éjszakát a szabad ég alatt töltse, s a szükség mindig otthon legyen nála. Az apai részről viszont a szépek és a nemesek elcsábítója, bátor, merész, határozott, rettenetes vadász, aki mindig készen áll új és új fortélyok kieszelésére, kíváncsi mindenre, sok kelepcét rejt, egész életében hajlamos filozofálni, rettenetes csaló, boszorkány és szofista.”
Az ösztönt, amely az embert újra és újra az igazi lét és a jó birodalmába vezeti, Platón „erósz”nak nevezte. Az erósz ébreszti a vágyat az emberben, hogy az ideák szemléletének szentelje magát. Ezt az erószt a filozófus a Lakomában úgy írta le, mint az ismeretek utáni filozófiai törekvést. Ez az érzéki és a szellemi világ között közvetítő szerepet tölt be.
Platón szerint a Szerelem az, aki szeret és nem az, akit szeretnek; szépségre pedig csak annak van szüksége, akit szeretnek, nem pedig annak, aki szerelmes lesz, s minthogy a Szép azonosítható a Jóval, aki a Szépet akarja, akarja a Jót is, és csak akkor lesz boldog, ha ezt megtalálta. Tehát a szerelem célja a Szépség nemzése, ehhez pedig több fokozaton keresztül lehet csak eljutni: az első szinten a fizikai szerelem áll, a második szint a lelki szerelem, a harmadik szint a művészet, majd az igazság szerelmesei következnek, ezt követi a tudomány és megismerés, a legfelső szinten pedig a Jó szerelmesei találhatók.

### Államelméletek

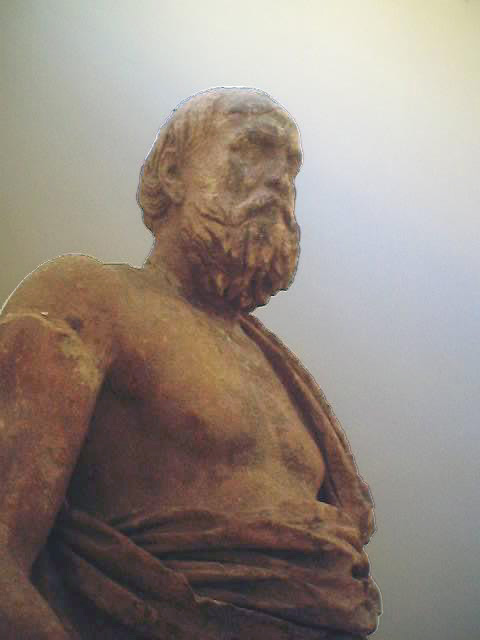
Platón szobra Delphoiban

Az Állam és a Törvények című műveiben Platón felvázolta a szerinte ideális állam modelljét. Annak ellenére, hogy a konkrét görög történelem problémáit is felveti a filozófus, mégsem a reális állapotokat írta le. Elképzelései a lehetséges legjobb államról szóltak, ezért mondhatjuk, hogy Platón államelméletei inkább utópiák.
Az állam keletkezésének okát Platón az emberek gyengeségében vélte felfedezni: az egyes ember csak meghatározott tevékenységre képes, ezért szükséges számára a többi emberrel való együttműködés. A közösség a munkamegosztáson alapul.
A tökéletes állam létrehozásához fontos, hogy polgárait már kora gyermekkoruktól a saját képességeinek megfelelően a legjobb neveltetésben részesítsenek. Platón szerint – akárcsak a lélek – az államot alkotó emberek is három nagy csoportra oszthatók:
1. Uralkodók vagy oktatók rendje: a polgárok helyes életmódjáról csak a bölcsek képesek gondoskodni, ezért Platón szerint fontos, hogy az állam élén filozófus királyok álljanak
2. Az őrök vagy katonák rendje: ők gondoskodnak az állam külső és belső védelméről.
3. A többi állampolgár vagy a földművesek rendje: a kézművesek, az iparűzők, földművesek tartoznak ide.

A „filozófus királyok” csak az előírt képzés teljesítése után foglalhatják el vezetői pozíciójukat. Ez a képzés összesen ötven évig tart. A képzés terve a következő:
- Elemi nevelési szakasz: zene, költészet és testnevelés. Ez a képzés a gyerekkortól egészen a huszadik életévig tart.
- Tudományos képzés: matematika, csillagászat és harmóniatan (10 éves időtartammal)
- Dialektikus képzés: filozófia (5 év)
- Gyakorlati tevékenység az államban (15 év)
- Kormányzás átvétele

A nevelés különböző fázisaiban történik a „filozófus királyok” kiválasztása. A nevelés közben dől el az emberekről, hogy az állam melyik három csoportjába fognak tartozni.
A platóni állam további jellegzetessége a magántulajdon hiánya. Még a gyerekek és az asszonyok is közösek és az állam határozza meg azt is, hogy ki kivel nemzhet gyereket. A platóni ideális állam alkotmánya arisztokratikus, azaz a legjobbak uralmán nyugszik. Platón felvázolta az alkotmányok körforgását is, melyben a timokrácia bitorolja átmeneti jelenségként. Annak ellenére, hogy az uralkodókat elismerik, a pénz növekvő befolyása miatt kirajzolódik a következő államforma, az oligarchia. Ebben az államformában a hatalom egybeesik a tulajdonnal. Ez egy hanyatló államforma, melyben döntő szerepe a gazdagságnak. A rendszer végét a tömeg fellázadása okozza, melynek eredménye a demokrácia lesz. Ez végül az anarchia útján a zsarnokságba torkollik.
Az ideális állam létrehozásához Platón tett egy próbálkozást Szicíliában, azonban a kísérlet kudarcba fulladt.
Platón egyik öregkori művében, a Törvényekben egy újabb ideális állam elméletet vázolta fel. A változtatás az előbbi elképzelése szerint az volt, hogy az államot többé nem a filozófus királyoknak kell kormányozniuk, hanem a törvényeknek. A polgárok tanítómesterei is a törvények lesznek.

## Platón művei magyarul
- Platón összes művei I-III. Európa Kiadó, 1984. (Bibliotheca Classica)
- 1. kötet ISBN 963-07-3229-7
- 2. kötet ISBN 963-07-3237-8
- 3. kötet ISBN 963-07-3245-9
- Platón összes művei kommentárokkal:
- Gorgiasz (Péterfy Jenő ford. átdolgozta Horváth Judit), Atlantisz Könyvkiadó, Budapest, 1998 (A kútnál), ISBN 963-9165-00-X
- Philébosz (ford., a jegyz. és a kommentárt írta Horváth Judit), Atlantisz Könyvkiadó, Budapest, 2001 (A kútnál), ISBN 963-9165-21-2
- Theaitétosz (ford., a jegyz. és a kommentárt írta Bárány István), Atlantisz Könyvkiadó, Budapest, 2001 (A kútnál), ISBN 963-9165-49-2
- Nagyobbik Hippiász; Kisebbik Hippiász; Lakhész; Lüszisz (ford. Mészáros Tamás, Steiger Kornél), Atlantisz Könyvkiadó, Budapest, 2003 (A kútnál), ISBN 963-9165-64-6
- Apokrif dialógusok (Első Alkibiadész, Második Alkibiadész, Hipparkhosz, Szerelmes ifjak, Theagész, Kleitophón, Minósz) (ford., a jegyz. és az utószót írta Brunner Ákos (Első Alkibiadész) és Mészáros Tamás), Atlantisz Könyvkiadó, Budapest, 2005 (A kútnál), ISBN 963-9165-87-5
- A lakoma, (Telegdi Zsigmond ford. átdolgozta Horváth Judit, jegyz. és az utószót írta Steiger Kornél), Atlantisz Könyvkiadó, Budapest, 2005 (A kútnál), ISBN 963-9165-40-9
- Euthüphrón; Szókratész védőbeszéde; Kritón (ford., a jegyz és az utószót írta Gelenczey-Miháltz Alirán, Mogyoródi Emese), Atlantisz Könyvkiadó, Budapest, 2005 (A kútnál), ISBN 963-9165-69-7
- Ión; Menexenosz (ford. Kövendi Dénes, Ritoók Zsigmond; jegyz., utószó Ritoók Zsigmond, Steiger Kornél), Atlantisz Könyvkiadó, Budapest, 2005 (A kútnál), ISBN 963-9165-48-4
- Phaidrosz, (Kövendi Dénes ford. átdolgozta, a jegyz. és a kommentárt írta Simon Attila), Atlantisz Könyvkiadó, Budapest, 2005 (A kútnál), ISBN 9639165808
- A szofista, (Kövendi Dénes ford. átdolgozta, a jegyz. és az utószót írta Bene László), Atlantisz Könyvkiadó, Budapest, 2006 (A kútnál), ISBN 963-9165-72-7
- Kharmidész; Euthüdémosz (Papp János ford. átdolgozta, Horváth Judit és Steiger Kornél, jegyz. és utószót írta Steiger Kornél), Atlantisz Könyvkiadó, Budapest, 2006 (A kútnál), ISBN 963-9165-88-3
- Prótagorasz (Faragó László ford. átdolgozta, a jegyz. és utószót írta Bárány István), Atlantisz Könyvkiadó, Budapest, 2007 (A kútnál), ISBN 9789639165892
- Az államférfi (ford., jegyz. és az utószót írta Bárány István, Horváth Judit), Atlantisz Könyvkiadó, Budapest, 2007 (A kútnál), ISBN 978-963-9165-90-8
- Levelek (ford., jegyz. és utószót írta Mészáros Tamás), Atlantisz Könyvkiadó, Budapest, 2007 (A kútnál), ISBN 978-963-9165-94-6
- Kratülosz (Szabó Árpád fordítását átdolgozta Horváth Judit, a jegyzeteket és az utószót írta Böröczki Tamás) Atlantisz Könyvkiadó, Budapest, 2008 (A kútnál), ISBN 978-963-9165-95-3
- Törvények (fordította Bolonyai Gábor), Atlantisz Könyvkiadó, Budapest, 2008 (A kútnál), ISBN 978-963-9165-96-0
- Menón (ford., bevezetőt írta Bárány István), Atlantisz Könyvkiadó, Budapest, 2013 (A kútnál), ISBN 9789639777224
- Állam (ford. Steiger Kornél, bevezetőt írta Steiger Kornél, Németh György), Atlantisz Könyvkiadó, Budapest, 2014 (A kútnál), ISBN 9789639777231
- Parmenidész (ford., bevezetőt írta Bárány István), Atlantisz Könyvkiadó, Budapest, 2017 (A kútnál), ISBN 9789639777507
- Phaidón (ford. Bárány István), Atlantisz Könyvkiadó, Budapest, 2020 (A kútnál), ISBN 9789639777552
- Epinomisz; ford., utószó Brunner Ákos, jegyz. Bárány István; Atlantisz, Budapest, 2022 (A kútnál)